# 스가랴 (여호야다의 아들)

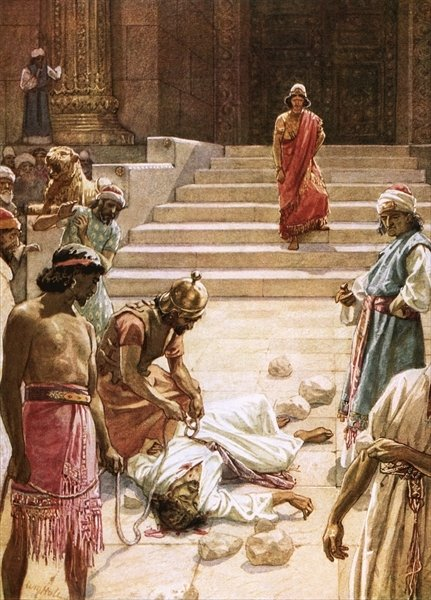
윌리엄 브래시 홀(William Brassey Hole)의 스가랴 살해

스가랴는 히브리어 성경에 유다의 요아스 (유다 왕국)에 의해 돌에 맞아 죽은 제사장으로 묘사된 인물로, 신약성경에 언급되었을 수도 있다.

## 혈통
스가랴는 유다의 아하시야와 요아스 시대의 대제사장 여호야다의 아들이었다. 여호야다가 죽은 후 스가랴는 요아스 왕과 백성들이 하나님께 반역한 것을 정죄했다(역대기하 24:20). 이것이 그에 대한 그들의 분노를 불러일으켰기 때문에 왕의 명령에 따라 그들은 그를 돌로 쳤고 그는 “여호와의 전 뜰에서” 죽었다(역대기하 24:21).